# Spalten (Verfahren)
Spalten ist ein Fertigungsverfahren zum Zerteilen eines Werkstücks mittels eines keilförmigen Werkzeugs.

## Differenzierung zur Bedeutung

### Schmiedetechnik
In der Schmiedetechnik, vor allem beim Freiformschmieden, bezeichnet das Spalten seit Jahrhunderten bis heute den Vorgang zum Zerschneiden eines glühenden Stück Stahls in Vorbereitung (Vorspalten) zum Lochen (Verfahren) oder zum Abspalten von Material vom Werkstück zur weiteren Bearbeitung (z. B. Ausschmieden durch den Kunstschmied).
In der industriellen Fertigung wird das Verfahren auch als Keilschneiden bezeichnet.

### Weiteres Verständnis zur Verfahrenstechnik
Parallel dazu hat sich im Lauf der Geschichte z. B. bei der Arbeit in Steinbrüchen oder Holzfällen ein weiteres Verständnis zur Verfahrenstechnik des Spaltens entwickelt. Dabei durchfährt das Werkzeug (Spaltkeile, Äxte, Spalthämmer etc.) in der Regel das Werkstück nicht vollständig, sondern nur so weit, bis das Material entlang der vorgesehenen oder vorgegebenen Trennlinie bricht.
Anwendungsgebiet dieser Technik sind meist spröde Werkstoffe oder Materialien, die eine Faserung oder ein allgemein anisotropes Gefüge aufweisen mit bevorzugten Spaltebenen, wie Holz oder Schiefer und andere Gesteine. Des Weiteren lassen sich auch kalte – nicht erwärmte – und somit spröde Metalle wie Stahl brechen, bevor das Werkzeug z. B. ein Meißel das Werkstück komplett zertrennt hat.

## Einzelbelege
1. ↑  Hermann Hundeshagen: Der Schmied am Amboß. Ein praktisches Lehrbuch für alle Schmiede.  Abb.: Mögliche Varianten des Spaltens beim Schmieden siehe S. 117, ISBN 3-88746-430-3, abgerufen am 2. August 2013